# Juan Carlos Oblitas
Juan Carlos Oblitas Saba (16 de febrer de 1951) és un futbolista peruà.
Va formar part de l'equip peruà a la Copa del Món de 1978 i 1982.
Pel que fa a clubs, defensà els colors d'Universitario i Elx CF.